# کوریه
کوریه، روستایی از توابع بخش سردار جنگل شهرستان فومن در استان گیلان ایران است و در دل کوه قرار دارد.

## جمعیت
این روستا در دهستان آلیان قرار دارد و براساس سرشماری مرکز آمار ایران در سال ۱۳۸۵، جمعیت آن ۱۵۸ نفر (۳۹خانوار) بوده‌است.